# Гряда-2 (пам'ятка природи)
Гряда́-2 — ботанічна пам'ятка природи місцевого значення. Об'єкт розташований на території Любомльського району Волинської області, на захід від села Мосир. 
Площа — 5,6 га, статус отриманий у 1993 році. Перебуває у віданні ДП «Любомльське ЛГ» (Мосирське л-во, кв. 55, вид. 31). 
Охороняється ділянка еталонних високобонітетних насаджень дуба звичайного (Quercus robur) віком понад 120 років.